# Michael Nutter
Michel Nutter (29 de junio de 1957) es un político estadounidense, alcalde de la ciudad de Filadelfia entre 2008 y 2016.

## Biografía
Nació en Filadelfia y estudió en la Escuela de negocios Wharton. Sirvió entre 1992 y 2006 en el Consejo de la Ciudad de Filadelfia. Fue elegido alcalde de Filadelfia en las elecciones de 2007, asumió al cargo el 7 de enero de 2008, sucediendo a John F. Street, fue reelegido al cargo en 2011. Lideró la Conferencia de Alcaldes de Estados Unidos entre 2012 y 2013.